# Мілан Чич
Мілан Чич (словац. Milan Čič; нар. 2 січня 1932, село Закаменне, Словаччина — †9 листопада 2012, Братислава, Словаччина) — словацький політик, вчений-конституціоналіст та педагог.
П'ятий та останній прем'єр-міністр Словацької Соціалістичної Республіки (1989-1990).
Закінчив факультет права Університету Коменського в Братиславі. Спеціалізувався спочатку на вивченні кримінального права, але від 1968 займається майже винятково конституційним правом. 
Міністр юстиції (1988–1989), прем'єр-міністр Словаччини (1989–1990), голова Конституційного Суду (1993–2000), очільник Канцелярії Президента Словаччини (від 2004).
Належав до КПЧ, але не підпав під люстраційні процеси.